# حفرة تحت شوكة الكتف
الحفرة تحت شوكة الكتف (بالإنجليزية: infraspinatous fossa, or infraspinatus fossa, or infraspinous fossa)‏ تقع وسط سطح لوح الكتف ، وهي أكبر بكثير من الحفرة فوق شوكة الكتف. يوجد نحو الحافة الفقرية لعظم الكتف جزء طفيف التقعر في الجزء العلوي ، وفي وسطه تحدب بارز.أما بالقرب من حافة الإبط لعظم الكتف فهناك أخدود عميق يمتد من الجزء العلوي باتجاه الجزء السفلي.
العضلة تحت الشوكة تنشأ على ثلثي الجزء الإنسي من الحفرة ، و تغطي الثلث الوحشي منها.

## وصلات خارجية
- شكل تشريحي: 03:01-10 على موقع مركز سوني دونستات الطبي (تشريح بشري عبر الإنترنت).

## صور إضافية

عظم الكتف الأيسر.الحفرة تحت شوكة الكتف مبينة باللون الأحمر.
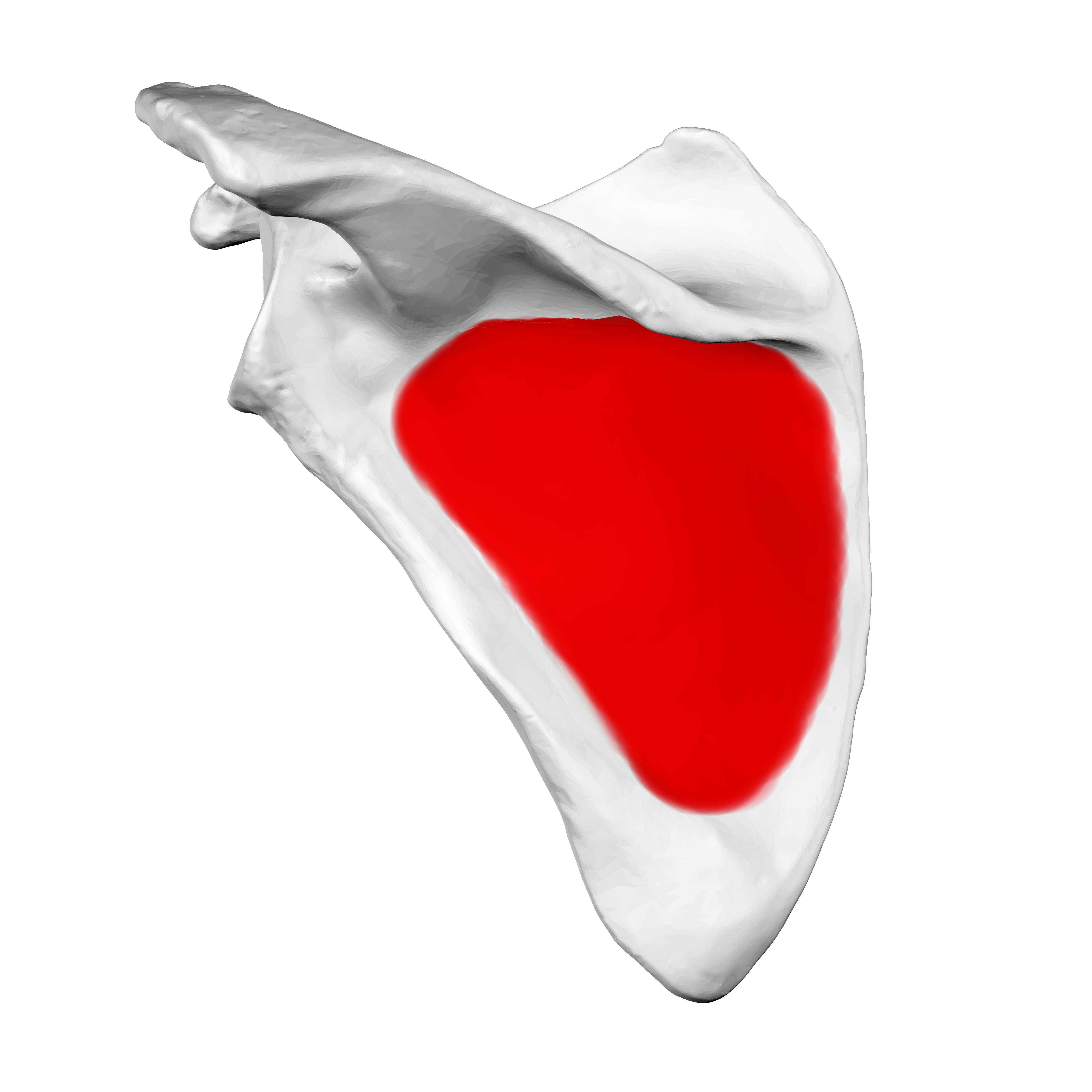
عظم الكتف الأيسر.الحفرة تحت شوكة الكتف مبينة باللون الأحمر.
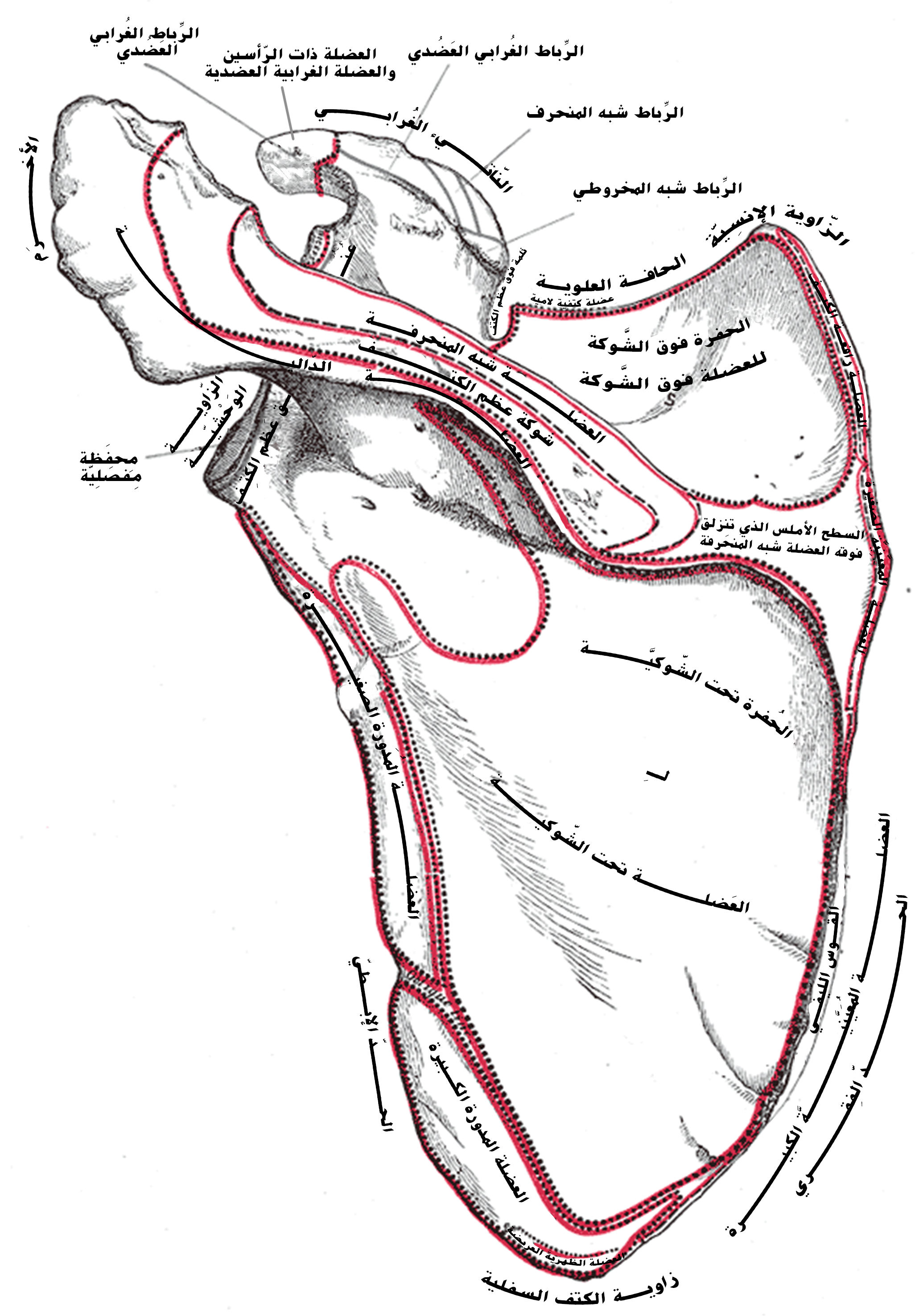
عظم الكتف الأيسر. السطح الظهري. الحفرة تحت شوكة الكتف مبينة أسفل يمين الصورة.
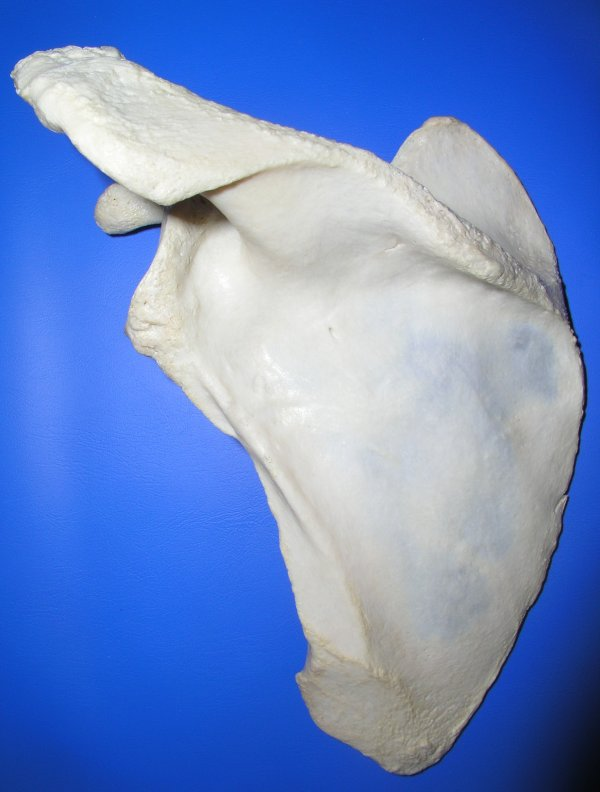
عظم الكتف الأيسر. السطح الظهري.
الحفرة تحت شوكة الكتف مبينة باللون الأحمر.
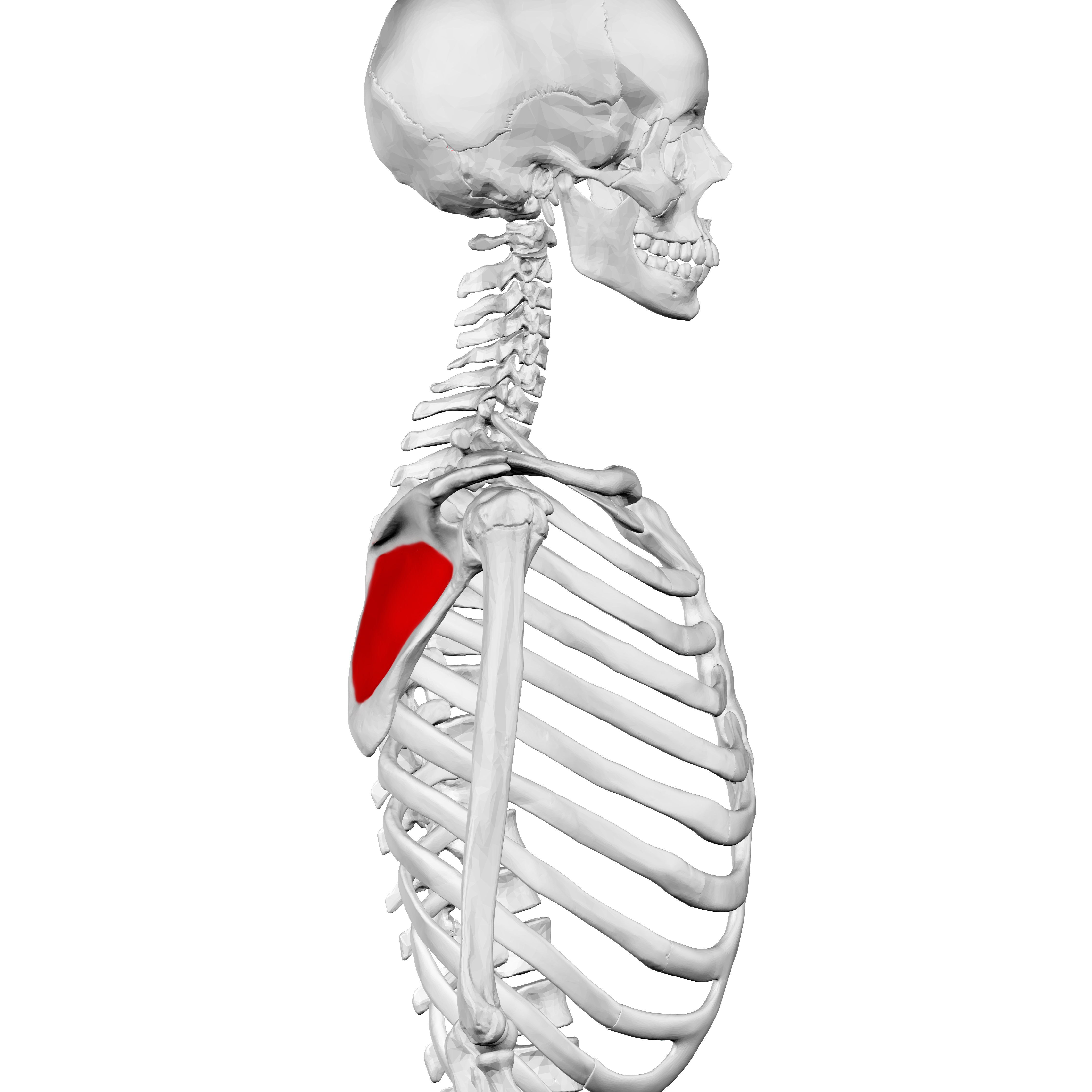
الحفرة تحت شوكة الكتف مبينة باللون الأحمر.
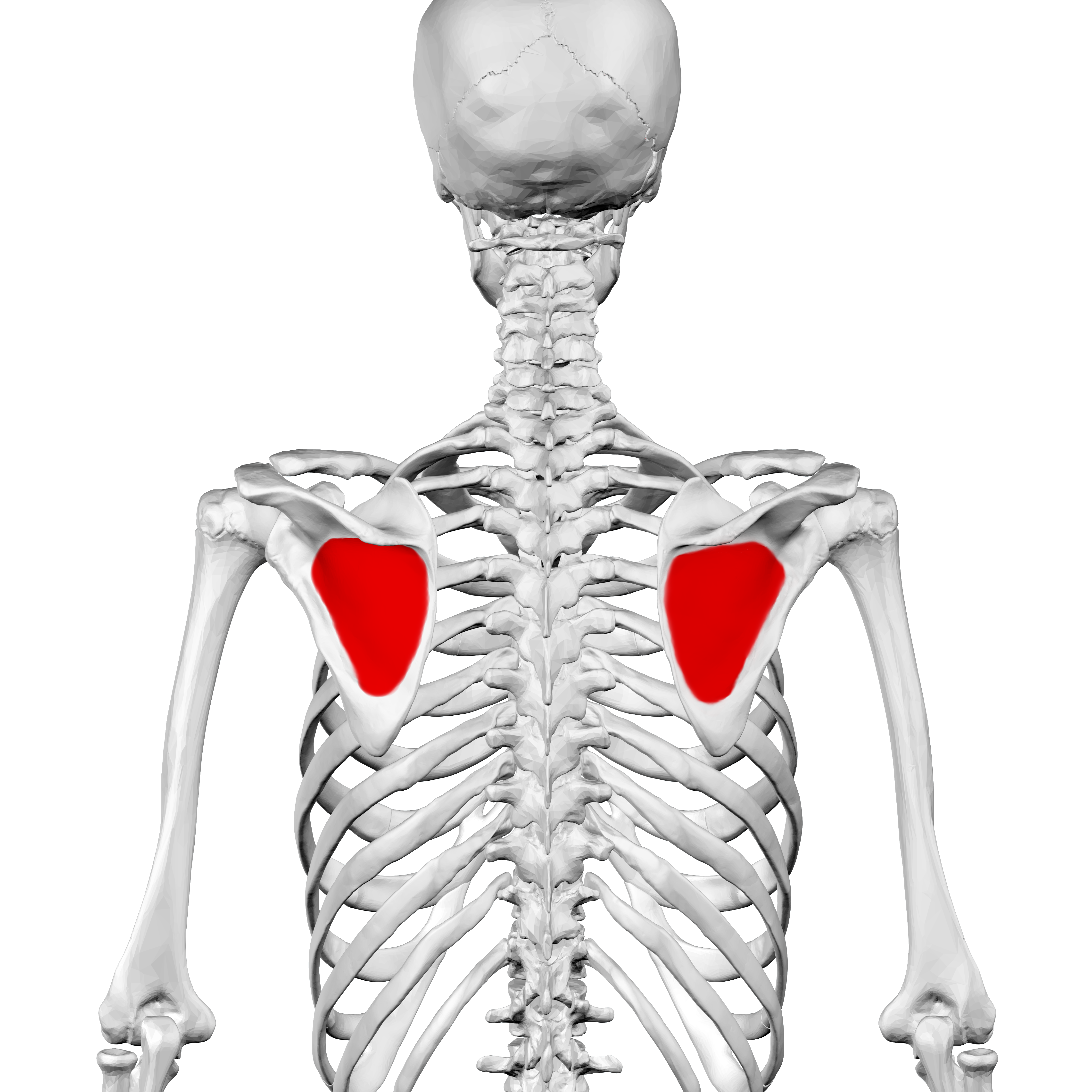
الحفرة تحت شوكة الكتف مبينة باللون الأحمر.
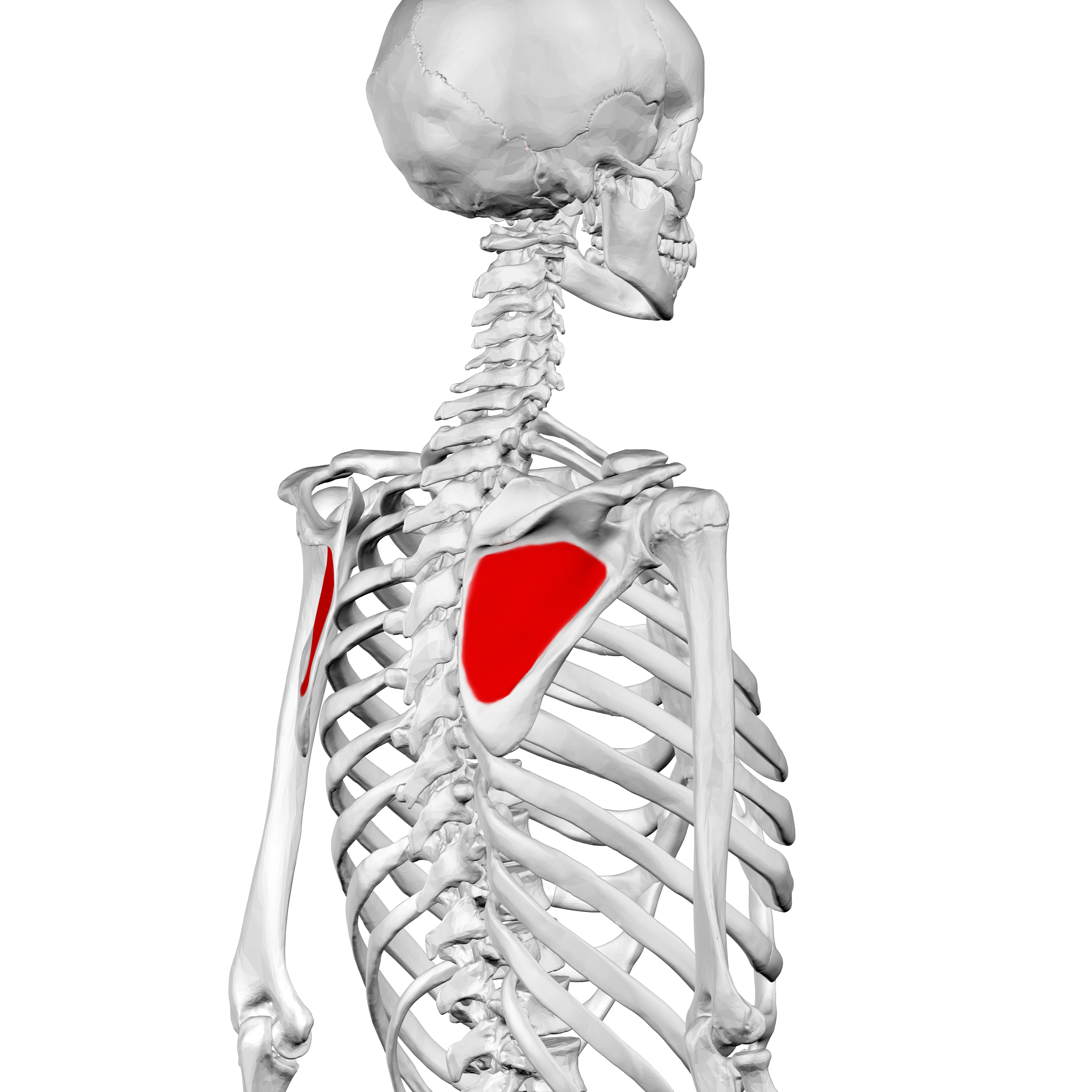
الحفرة تحت شوكة الكتف مبينة باللون الأحمر.